# 깔깔새우

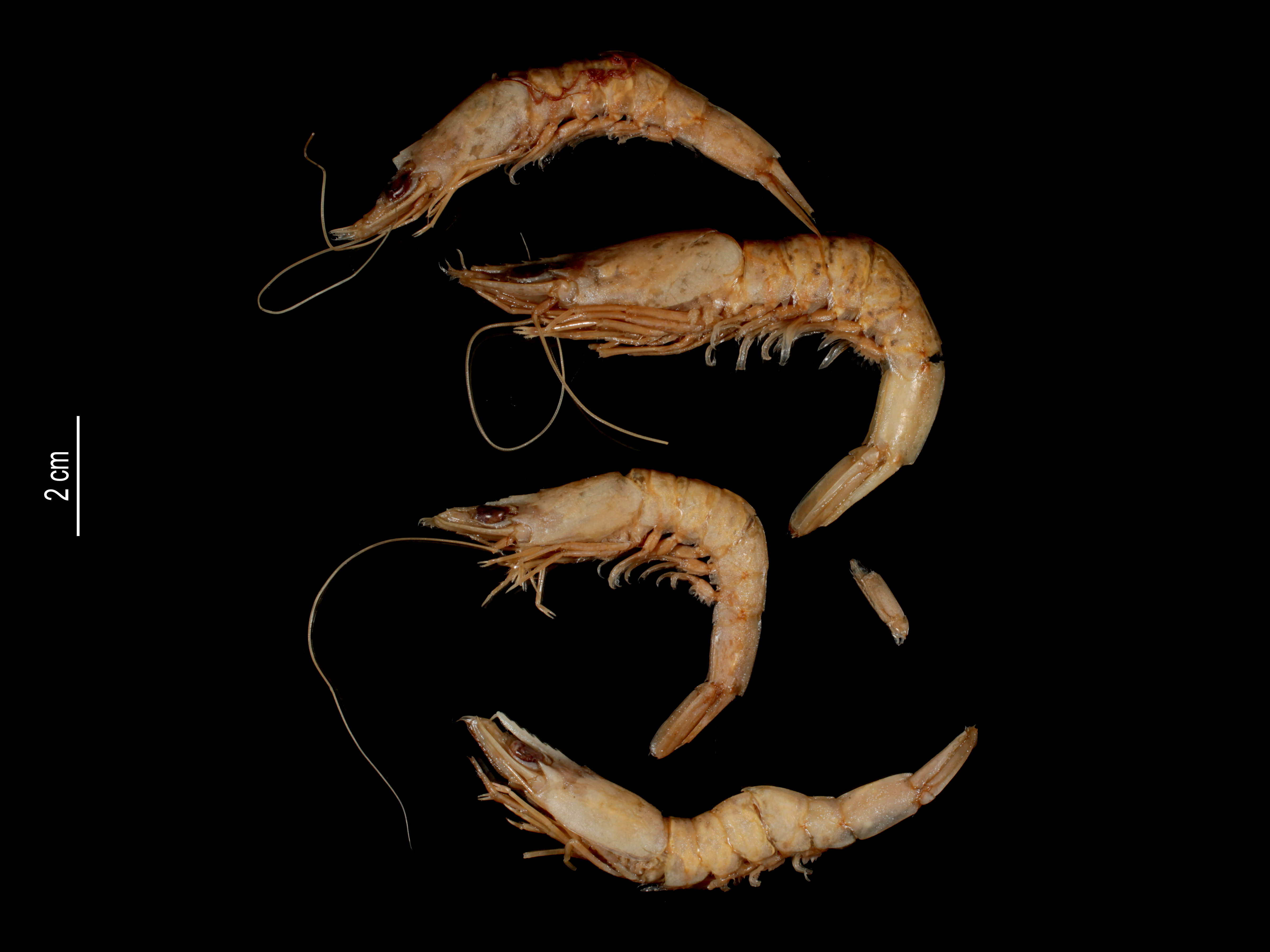

깔깔새우는 몸길이 약 10cm의 새우다. 융털빨강새우라고도 한다. 주로 낚시 미끼, 마른 새우 등으로 이용된다.